# Danehill
Pour l’article homonyme, voir Danehill (Sussex de l'Est).
Danehill (1986-2003) était un cheval de course et un étalon pur-sang anglais né aux États-Unis de l'union de Danzig et de Razyana (par His Majesty). Durant sa carrière de courses, il appartenait à son éleveur, le prince Khalid Abdullah.

## Carrière de courses
Danehill, s'il fut l'un des tout meilleurs éléments de sa génération, ne restera pas dans les mémoires comme un champion hors du commun. Très régulier, il fit neuf apparitions en courses, qui se soldèrent par quatre victoires et quatre accessits. À son palmarès, il accroche la troisième place des 2000 Guinées de Nashwan, avant d'être redirigé avec bonheur sur les courtes distances. Il fait sien deux groupe 1, les Golden Jubilee Stakes et la Haydock Park Sprint Cup.

### Résumé de carrière
| Date         | Hippodrome  | Pays        | Course                     | Statut      | Distance    | Jockey      | Place       | Écart       | 1er ou 2e        |
| 1988, 2 ans  | 1988, 2 ans | 1988, 2 ans | 1988, 2 ans                | 1988, 2 ans | 1988, 2 ans | 1988, 2 ans | 1988, 2 ans | 1988, 2 ans | 1988, 2 ans      |
| ------------ | ----------- | ----------- | -------------------------- | ----------- | ----------- | ----------- | ----------- | ----------- | ---------------- |
| 7 juillet    | Newmarket   | Royaume-Uni | EBF Fulbourn Maiden Stakes | Maiden      | 1 200 m     | P. Eddery   | 2e / 10     | cte tête    | Chief's Image    |
| 18 août      | York        | Royaume-Uni | Convivial Maiden Stakes    | Maiden      | 1 200 m     | P. Eddery   | 1er / 9     | 1 ½         | First Secretary  |
| 18 septembre | Longchamp   | France      | Prix de la Salamandre      | Gr. 1       | 1 400 m     | P. Eddery   | 8e / 9      | 5 ½         | Oczy Czarnie     |
| 1978, 3 ans  |             |             |                            |             |             |             |             |             |                  |
| 19 avril     | Newmarket   | Royaume-Uni | European Free Handicap     | Handicap    | 1 400 m     | P. Eddery   | 1er / 9     | 2           | Folly Foot       |
| 6 mai        | Newmarket   | Royaume-Uni | 2000 Guineas               | Gr. 1       | 1 600 m     | P. Eddery   | 3e / 14     | 1 ½         | Nashwan          |
| 20 mai       | Curragh     | Irlande     | Irish 2000 Guineas         | Gr. 1       | 1 600 m     | P. Eddery   | 4e / 12     | 4 ½         | Shaadi           |
| 22 juin      | Ascot       | Royaume-Uni | Cork and Orrery Stakes     | Gr. 3       | 1 200 m     | W. Carson   | 1er / 12    | 3           | Nabeel Dancer    |
| 13 juillet   | Newmarket   | Royaume-Uni | July Cup                   | Gr. 1       | 1 200 m     | P. Eddery   | 3e / 11     | 2 ¾         | Cadeaux Genereux |
| 2 septembre  | Haydock     | Royaume-Uni | Haydock Sprint Cup         | Gr. 1       | 1 200 m     | P. Eddery   | 1er / 9     | 2           | Cricket Ball     |

## Au haras
En 1990, Coolmore et le haras australien Arrowfield Stud acquièrent à Juddmonte Farms la moitié de Danehill pour exploiter sa carrière d'étalon, et entreprennent de lui faire faire la navette entre l'Irlande et l'Australie. Le succès est fulgurant et Coolmore débourse rapidement 24 millions de dollars pour s'assurer l'entière propriété du cheval. Danehill s'affirme en effet comme le meilleur continuateur de Danzig et, avec Sadler's Wells, le meilleur étalon du monde dans les années 1990-2000. Son activité sur les deux hémisphères fait que le nombre de ses produits ayant couru atteint pratiquement le chiffre astronomique de 2000. Parmi eux, 1545 vainqueurs d'au moins une course (soit un taux exceptionnel de 76,9 %), 349 "stakes winners" (vainqueur de courses importantes), record absolu dans ce domaine, 232 placés de stakes et 89 lauréats de Groupe 1, un autre record, qu'il devra abandonner à Galileo. La générosité du système des courses de groupe en Australie (dont il intègre le Hall of Fame en 2015) est pour beaucoup dans ses statistiques, les programmes en Océanie comportant des dizaines de groupe 1. Ses produits se montrent à l'aise sur toutes les distances, du sprinter hongkongais Fairy King Prawn au stayer Westerner. Ils totalisent près de 300 millions d'euros de gains, faisant de lui, naturellement, l'un des étalons les plus chers au monde : l'année de sa mort, en 2003, une saillie se négociait à 375.000 €, pour un carnet de bal s'élevant à 200 juments par an. Il était assuré à hauteur de 86 millions de dollars.
- Classements :
  - Tête de liste des étalons en Australie : 9 fois (1994-1997, 1999-2005)
  - Tête de liste des étalons en Angleterre et en Irlande : 3 fois (2005-2007)
  - Tête de liste des étalons en France : 2 fois (2001, 2007)
  - Tête de liste des pères de mères en Amérique du Nord : 1 fois (2011)
  - Tête de liste des pères de mères en Angleterre et en Irlande : 3 fois (2012, 2014-2015)

### Meilleurs produits
Parmi la multitude de champions produits par Danehill des deux côtés de la planète, on peut citer (avec entre parenthèses le nom du père de mère) : 
 Europe
- Rock of Gibraltar (Be My Guest) - 2000 Guinées, 2000 Guinées Irlandaises, Grand Critérium, Dewhurst Stakes, St. James's Palace Stakes, Sussex Stakes, Prix du Moulin de Longchamp. Cheval de l'année en Europe (2002).
- Dylan Thomas (Diesis) - Prix de l'Arc de Triomphe, Irish Derby, King George VI and Queen Elizabeth Diamond Stakes, Irish Champion Stakes, Prix Ganay. Cheval de l'année en Europe (2007).
- Duke of Marmalade (Kingmambo) - Prix Ganay, Tattersalls Gold Cup, Prince of Wales's Stakes, King George, International Stakes. Cheval d'âge de l'année en Europe (2008)
- Westerner (Troy) - Ascot Gold Cup, Prix du Cadran, Prix Royal Oak, 2e Prix de l'Arc de Triomphe. Stayer de l'année en Europe (2004, 2005)
- Banks Hill (Kahyasi) - Breeders' Cup Filly & Mare Turf, Coronation Stakes, Prix Jacques Le Marois. Jument de l'année sur le gazon aux États-Unis (2001)
- Intercontinental (Kahyasi) - Breeders' Cup Filly & Mare Turf, Matriarch Stakes. Jument de l'année sur le gazon aux États-Unis (2005)
- Aquarelliste (Manila) - Prix de Diane, Prix Vermeille, Prix Ganay, 2e Prix de l'Arc de Triomphe.
- Desert King (Nureyev) - National Stakes, Irish Derby, 2000 Guinées Irlandaises. Père de la championne australienne Makybe Diva.
- Danehill Dancer (Sharpen Up) - Phoenix Stakes, National Stakes. Tête de liste des étalons en Angleterre et en Irlande
- George Washington (Alysheba) - Phoenix Stakes, National Stakes, 2000 Guinées, Queen Elizabeth II Stakes. 3 ans de l'année en Europe (2006).
- Oratorio (Vaguely Noble) - Prix Jean-Luc Lagardère, Eclipse Stakes, Irish Champion Stakes.

 Australie
- Redoute's Choice (Canny Lad) - Caulfield Guineas, Blue Diamond Stakes, Manikato Stakes, C F Orr Stakes. Trois fois tête de liste des étalons en Australie.
- Fastnet Rock (Royal Academy) - Lightning Stakes, Oakleigh Plate. Deux fois tête de liste des étalons en Australie.
- Flying Spur (Mr. Prospector) - Tête de liste des étalons en Australie.
- Elvstroem (Marscay) - Victoria Derby, Caulfield Cup, C F Orr Stakes, St George Stakes, Dubai Duty Free
- Dane Ripper (Sovereign Red) - Cox Plate, Australian Cup

 Hong Kong
- Fairy King Prawn (Twig Moss) - Hong Kong Sprint, Chairman's Sprint Prize, Yasuda Kinen, Happy Valley Trophy, Hong Kong Stewards' Cup. Cheval de l'année à Hong Kong (2000, 2001)

Ses fils s'affirment eux aussi d'excellents géniteurs, à l'image de Danehill Dancer, Dansili, Exceed and Excel et deux des meilleurs étalons australiens, Redoute's Choice et Fastnet Rock. Enfin, il s'affirme comme un grand père de mères, ses filles ayant notamment donné le super crack Frankel, la championne allemande Danedream, l'influent étalon Siyouni ou le grand stayer Kyprios.
Danehill est mort en mai 2003, à la suite d'un accident au paddock.

## Origines
Fils de Northern Dancer, l'étalon du siècle, Danehill présente un pedigree remarquable en raison de l'inbreeding très serré (3x3) sur la grande poulinière Natalma, l'une des plus influentes matrones de l'histoire de l'élevage, et donc sur ses deux parents, tout aussi influents, Native Dancer et Almahmoud. 

### Pedigree
| Origines de Danehill (USA), mâle bai né en 1986 | Origines de Danehill (USA), mâle bai né en 1986 | Origines de Danehill (USA), mâle bai né en 1986 | Origines de Danehill (USA), mâle bai né en 1986 |
| ----------------------------------------------- | ----------------------------------------------- | ----------------------------------------------- | ----------------------------------------------- |
| Père Danzig                                     | Northern Dancer                                 | Nearctic                                        | Nearco                                          |
| Père Danzig                                     | Northern Dancer                                 | Nearctic                                        | Lady Angela                                     |
| Père Danzig                                     | Northern Dancer                                 | Natalma                                         | Native Dancer                                   |
| Père Danzig                                     | Northern Dancer                                 | Natalma                                         | Almahmoud                                       |
| Père Danzig                                     | Pas de Nom                                      | Admiral's Voyage                                | Crafty Admiral                                  |
| Père Danzig                                     | Pas de Nom                                      | Admiral's Voyage                                | Olympia Lou                                     |
| Père Danzig                                     | Pas de Nom                                      | Petitioner                                      | Petition                                        |
| Père Danzig                                     | Pas de Nom                                      | Petitioner                                      | Steady Aim                                      |
| Mère Razyana                                    | His Majesty                                     | Ribot                                           | Tenerani                                        |
| Mère Razyana                                    | His Majesty                                     | Ribot                                           | Romanella                                       |
| Mère Razyana                                    | His Majesty                                     | Flower Bowl                                     | Alibhai                                         |
| Mère Razyana                                    | His Majesty                                     | Flower Bowl                                     | Flower Bed                                      |
| Mère Razyana                                    | Spring Adieu                                    | Buckpasser                                      | Tom Fool                                        |
| Mère Razyana                                    | Spring Adieu                                    | Buckpasser                                      | Busanda                                         |
| Mère Razyana                                    | Spring Adieu                                    | Natalma                                         | Native Dancer                                   |
| Mère Razyana                                    | Spring Adieu                                    | Natalma                                         | Almahmoud (famille 2-d)                         |